# Laibgaliai
Laibgaliai è una città del distretto di Rokiškis della contea di Panevėžys, nel nord-est della Lituania. Secondo un censimento del 2011, la popolazione ammonta a 419 abitanti.
Laibgaliai è 6 km a sud-est di Rokiškis, vicino alla strada per Jūžintai. 
All'estremità occidentale del villaggio, scorre il fiume Audra che termine nel lago Sartai. Ospita una scuola elementare, una parrocchia e un ufficio postale (LT-42019).

## Storia

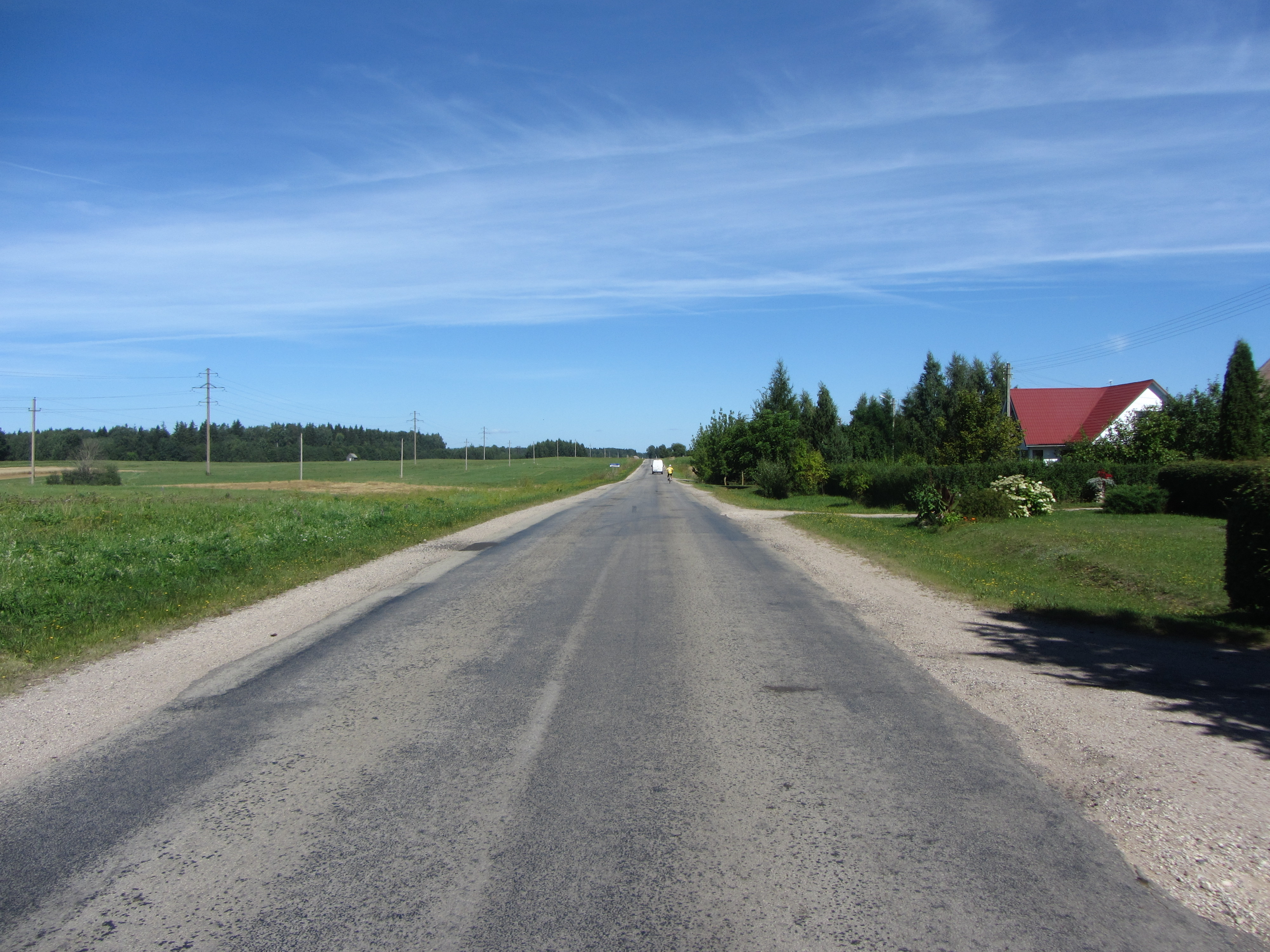
Strada cittadina

Laibgaliai viene menzionato per la prima volta in atti ufficiali nel 1812. Dal 1950 fino all’indipendenza raggiunta nel 1991, è stata sede di fattorie collettive. Nel 1961, è stata fondata una biblioteca, assieme ad una Casa della cultura.